# Valvtjärnen (Nordmalings socken, Ångermanland)
Valvtjärnen är en sjö i Nordmalings kommun i Ångermanland och ingår i Lögdeälvens huvudavrinningsområde. Valvtjärnen ligger i Lögdeälven Natura 2000-område.